# Chikako Hosokawa
Pour les articles homonymes, voir Hosokawa.
Chikako Hosokawa (細川ちか子, Hosokawa Chikako), née dans la préfecture de Tokyo (dans l'actuel arrondissement de  Chiyoda) le 31 décembre 1905 et morte le 20 mars 1976, est une actrice japonaise.

## Biographie
Chikako Hosokawa a tourné dans près de 60 films entre 1934 et 1969.

## Filmographie partielle

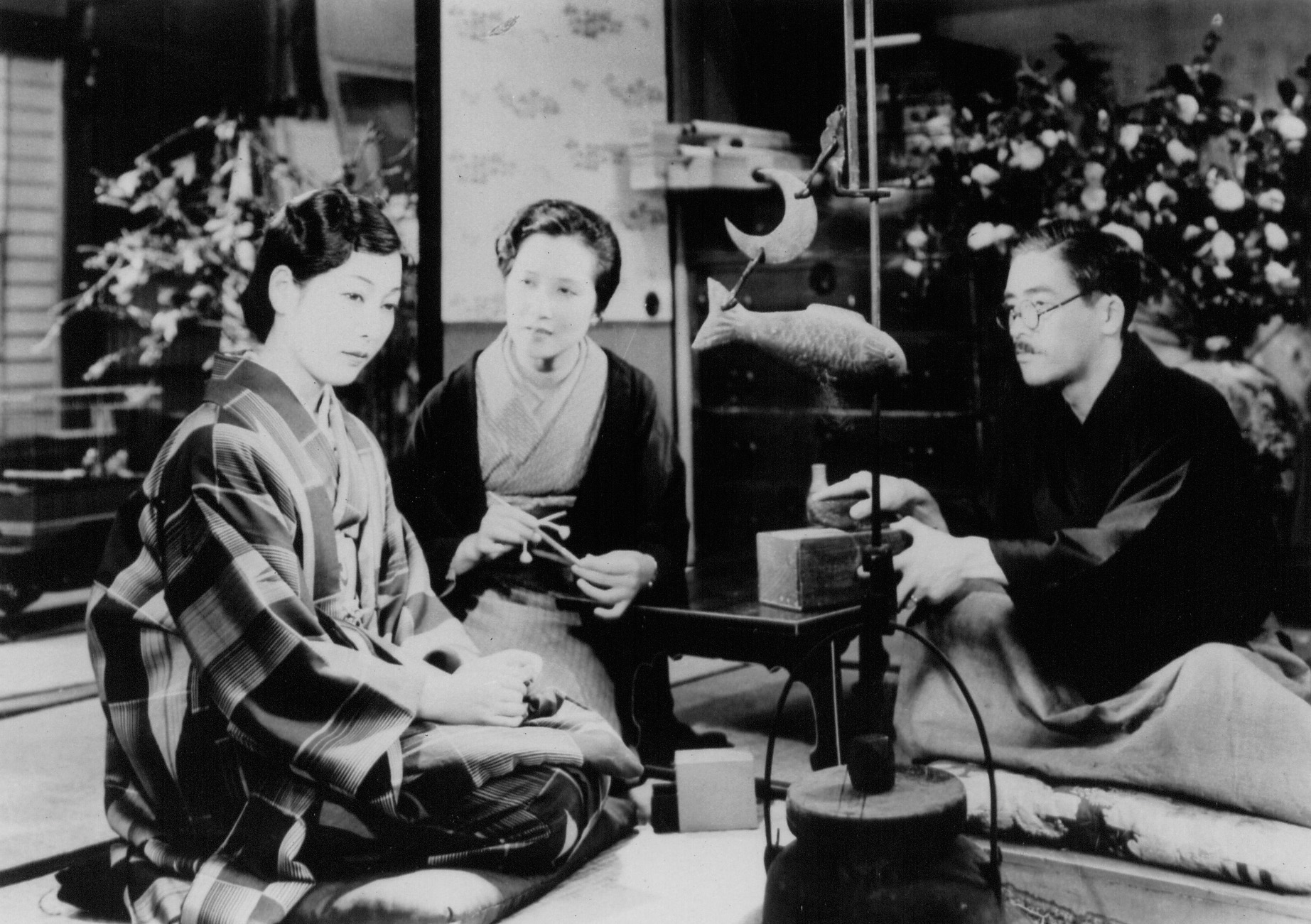
De gauche à droite : Sachiko Chiba, Chikako Hosokawa et Kamatari Fujiwara dans Ma femme, sois comme une rose (1935)

### Au cinéma
- 1934 : Tadano Bonji: Jinsei Benkyō (只野凡児 人生勉強?) de Sotoji Kimura : la femme de Marumochi
- 1934 : Namiko no isshō (浪子の一生?) de Shigeo Yagura
- 1935 : Kinu no dorogutsu (絹の泥靴?) de Shigeo Yagura
- 1935 : Trois sœurs au cœur pur (乙女ごころ三人姉妹, Otome-gokoro sannin shimai?) de Mikio Naruse : O-Ren
- 1935 : Sanshokuki Building (三色旗ビルディング?) de Sotoji Kimura : maîtresse
- 1935 : Ma femme, sois comme une rose (妻よ薔薇のやうに, Tsuma yo bara no yo ni?) de Mikio Naruse : la femme de Shingo
- 1935 : Tokai no kaii shichi-ji san-pun (都会の怪異七時三分?) de Sotoji Kimura : femme au bar 'Cameleon'
- 1936 : Tochuken Kumoemon (桃中軒雲右衛門, Kumoemon Tōchūken?) de Mikio Naruse : Otsuma
- 1936 : Ren'ai no sekinin (恋愛の責任?) de Tomoyoshi Murayama : Senko
- 1937 : Tasogare no mizuumi (たそがれの湖?) d'Osamu Fushimizu : Kayo
- 1952 : Hanaogi sensei to Santa (花荻先生と三太?) de Hideo Suzuki : la femme du directeur
- 1952 : Shino machi o nogarete (死の街を脱れて?) d'Eiichi Koishi : Toshiko Nakazawa
- 1952 : Les Enfants d'Hiroshima (原爆の子, Gembaku no ko?) de Kaneto Shindō : Setsu, la mère de Takako
- 1953 : Epitome (縮図, Shukuzu?) de Kaneto Shindō : la propriétaire de Fujikawa
- 1953 : Avant l'aube (夜明け前, Yoake mae?) de Kōzaburō Yoshimura : la mère
- 1954 : Derniers Chrysanthèmes (晩菊, Bangiku?) de Mikio Naruse : Tamae
- 1955 : Contes de la ville basse près de la rivière (川のある下町の話, Kawa no aru shitamachi no hanashi?) de Teinosuke Kinugasa : Yaeko, la mère de Momoko
- 1956 : Double suicide à Shirogane (銀心中, Shirogane shinjū?) de Kaneto Shindō : Madame
- 1956 : Une actrice (女優, Joyu?) de Kaneto Shindō : Tsukiko, la mère de Kakuko
- 1957 : Kiken na kankei (危険な関係?) d'Umetsugu Inoue
- 1957 : Ai chan wa oyome ni (愛ちゃんはお嫁に?) de Keizaburō Kobayashi : Oyone, la tante
- 1957 : La Vie d'aujourd'hui (今日のいのち, Kyō no inochi?) de Tomotaka Tasaka
- 1958 : Shundeini (春泥尼?) de Yutaka Abe : Kōeini
- 1958 : Le Vrai Visage de la nuit (夜の素顔, Yoru no sugao?) de Kōzaburō Yoshimura : Shino
- 1959 : Inoru hito (祈るひと?) d'Eisuke Takizawa
- 1959 : Kaze no aru michi (風のある道?) de Katsumi Nishikawa : Mme Mayama
- 1960 : Quand une femme monte l'escalier (女が階段を上る時, Onna ga kaidan wo agaru toki?) de Mikio Naruse
- 1960 : Komako Shirakoya (白子屋駒子, Shirakoya Komako?) de Kenji Misumi : Otsune
- 1960 : Le gang rue dans les brancards (くたばれ愚連隊, Kutabare Gurentai?) de Seijun Suzuki : Ikuyo Matsudaira
- 1961 : Wakarete ikiru toki mo (別れて生きるときも?) de Hiromichi Horikawa
- 1961 : Médaille pour une femme (女の勲章, Onna no kunshu?) de Kōzaburō Yoshimura : Kyoko Ohara
- 1961 : Lui et moi (あいつと私, Aitsu to watashi?) de Kō Nakahira : la grand-mère
- 1961 : Kenshin (献身?) de Shigeo Tanaka : Kaneko
- 1961 : Bouddha (釈迦, Shaka?) de Kenji Misumi : Maya
- 1962 : Wakakute warukute sugoi koitsura (若くて、悪くて、凄いこいつら?) de Kō Nakahira : la mère
- 1963 : L'Innocence outragée (泥だらけの純情, Dorodarake no junjō?) de Kō Nakahira : Kinko, la mère de Mami
- 1963 : Kōkō san'nensei (高校三年生?) de Yoshio Inoue : Umeno Kosugi
- 1963 : Shin shinobi no mono (新・忍びの者?) de Kazuo Mori
- 1964 : Nous ne verserons pas notre sang (俺たちの血が許さない, Oretachi no chi ga yurusanai?) de Seijun Suzuki : Hatsu Asari
- 1964 : Jidōsha dorobō (自動車泥棒?) de Yoshinori Wada
- 1964 : Dévotion ardente (執炎, Shūen?) de Koreyoshi Kurahara : la mère de Kiyono
- 1965 : Kekkon sōdan (結婚相談?) de Kō Nakahira : Kamata
- 1966 : Watashi, Chigatteiru kashira (私、違っているかしら?) d'Akinori Matsuo : Kawanishi
- 1966 : Namida kun sayonara (涙くんさよなら?) de Shōgorō Nishimura : Mme Sakisaka
- 1967 : Yūbue (夕笛?) de Katsumi Nishikawa : Fusae Takasuga
- 1968 : Profonds désirs des dieux (神々の深き欲望, Kamigami no fukaki yokubō?) de Shōhei Imamura
- 1969 : Retsuden shumei tobaku (侠花列伝 襲名賭博?) de Keiichi Ozawa : Michiyo

### À la télévision
- 1966 : Shurushuru (téléfilm)